# سیلیا کروز
سیلیا کروز (انگلیسی: Celia Cruz؛ زاده ۲۱ اکتبر ۱۹۲۵ درگذشته ۱۶ ژوئیهٔ ۲۰۰۳) موسیقی‌دان لاتین اهل کوبا بود که بیشتر عمر خود را در ایالات متحده سپری کرد. او محبوب‌ترین هنرمند موسیقی لاتین قرن بیستم بود و به‌خاطر اجراهای کم‌نظیرش ملقب به «ملکهٔ سالسا» و «ملکهٔ موسیقی لاتین» شد و نشان ملی هنر را نیز از کنگره ایالات متحده آمریکا دریافت کرد.
او در فیلم خانواده پرز بازی کرده است.